# Atalanta Pers
Atalanta Pers is een Nederlandse uitgeverij, grafisch atelier, drukkerij en boekbinderij, gevestigd te Baarn.

## Bibliofiele uitgaven
Atalanta Pers produceert bibliofiele uitgaven, dat wil zeggen boeken of kleinere drukwerken die met  
zorg en met bijzondere aandacht voor vorm en uiterlijk worden gedrukt.
De oplage is beperkt en overschrijdt doorgaans de honderd niet. Het "Boek" wordt beschouwd als een Gesamtkunstwerk.

## Ontstaan en ontwikkeling
Geboeid door literatuur en beeldende kunst begon Neerlandicus René Bakker in 1979 onder het imprint “Atalanta Pers” met het maken van boeken, waarin een eenheid van vorm en inhoud wordt nagestreefd. Hij werd de redacteur, vormgever, drukker en uitgever. Zijn echtgenote Tineke Overeem verzorgt het handmatig bindwerk.
Zwaartepunt van het fonds ligt bij de poëzie. Geleidelijk slaagde Bakker erin een vruchtbare samenwerking op te bouwen met vermaarde literatoren, zoals onder andere Rutger Kopland, Willem van Toorn, Leo Vroman,
Eva Gerlach en Hans Tentije. Daarnaast wist hij ook beeldend kunstenaars, zoals tekenaars, schilders en fotografen met zich te verbinden.
Doorgaans maakt Atalanta Pers uitgaven waarbij zij zelf aan dichters, auteurs en kunstenaars een opdracht verstrekt. De opdrachten spelen zich meestal rond een bepaald thema af. De seizoenen en de vier elementen zijn daarbij vaak terugkerende onderwerpen.

## Literaire presentaties
Atalanta Pers kent een traditie om haar 5-jarige jubilea te vieren met een ontmoeting met verwante culturele instellingen. Zo vond ter gelegenheid van het 25-jarig jubileum in het Huis van het boek in Den Haag en in de Koninklijke Academie van Beeldende Kunsten (KABK) in Den Haag de dubbeltentoonstelling “Honderd seizoenen Atalanta Pers" plaats.
In het kader van haar 40-jarig jubileum werd in samenwerking met het Coda Museum een expositie georganiseerd..

## Website
- atalantapers.nl